# Wirbelringzustand
Als  Wirbelringzustand  oder Vortex-Ring-Zustand (englisch vortex ring state) bezeichnet man einen gefährlichen Zustand eines Hubschraubers im Schwebeflug oder bei geringer horizontaler Geschwindigkeit, in dem dieser im vom eigenen Hauptrotor erzeugten Abwind (Downwash) sinkt.

## Allgemeine Erläuterungen zum Verständnis

### Induzierte Geschwindigkeit
Der von einem Motor oder einer Turbine in Drehbewegung versetzte Hauptrotor eines Hubschraubers erzeugt unmittelbar über der Rotorebene (angenommene Fläche, auf der die Rotorblätter drehen) einen Unterdruck und darunter einen Überdruck. Dabei wird die Luftmasse durch die Rotorebene gesaugt und vom Hauptrotor in Abhängigkeit vom Anstellwinkel der Rotorblätter nach unten beschleunigt. Dieser technische Abwind wird auch als Downwash bezeichnet.
Die Geschwindigkeit  der vom Hauptrotor nach unten beschleunigten durchgesetzten Luftmasse wird induzierte Geschwindigkeit genannt (abgeleitet aus dem lateinischen inductio „(Her-/Hin)Einführung“). Sie wird mit vi abgekürzt und in Metern pro Sekunde ({\displaystyle {\tfrac {m}{s}}}) angegeben.:XXI und 48 Sie liegt bei Hubschraubern im Schwebeflug (vi0) üblicherweise bei ca. 6 {\displaystyle {\tfrac {m}{s}}} (= ca. 21,5 {\displaystyle {\tfrac {km}{h}}}).:62

Luftdurchsatz im Schwebeflug

Der Luftdurchsatz beim Schwebeflug ist nicht gleichmäßig über das Rotorblatt verteilt. In der Mitte ist er höher als an der Blattspitze und dem Ende, das dem Rotorkopf zugewandt ist.:201 Man spricht hier von der ungleichförmigen induzierten Geschwindigkeit.:64 Die Verteilung der induzierten Geschwindigkeit über das Rotorblatt wird mit vir angegeben, wobei r den laufenden Rotorradius in Metern angibt.:XX f., 64

### Senkrechte (vertikale) Fluggeschwindigkeit
Vertikal wird hier als lotrecht zur Erdoberfläche bzw. auf den Erdmittelpunkt gerichtet definiert.
Als senkrechte oder vertikale Fluggeschwindigkeit (auch Sinkrate bzw. Sinkgeschwindigkeit genannt) wird die auf den Erdboden gerichtete Sinkgeschwindigkeit eines Hubschraubers bezeichnet. Sie wird mit vz :XXI abgekürzt und in Metern pro Sekunde angegeben. Sie liegt bei Hubschraubern üblicherweise bei 2,5 {\displaystyle {\tfrac {m}{s}}}.:53

Luftdurchsatz im Sinkflug

Durch die senkrechte Fluggeschwindigkeit wird im Schwebeflug eine Luftströmung erzeugt, die dem Downwash entgegenwirkt. Da im Bereich des Rotorkopfes der Luftdurchsatz geringer ist als in der Rotorblattmitte, wird hier die Beschleunigung der Luftmasse in Abhängigkeit von der Sinkrate des Hubschraubers durch die entgegenwirkende Luftströmung teilweise wieder ausgeglichen oder sogar umgekehrt.:203

### Waagerechte (horizontale) Fluggeschwindigkeit
Als waagerechte oder horizontale Fluggeschwindigkeit wird die parallel zum Boden erreichte Fluggeschwindigkeit bezeichnet. Sie wird unter anderem als wahre Fluggeschwindigkeit oder tatsächliche Geschwindigkeit über Grund in Knoten (kn) angegeben.

## Strömungsverhalten am Hubschrauber

### Wirbelbildung am Hauptrotorblatt

Laminare Umströmung eines Rotorprofils

In der Strömungslehre werden Kreisströmungen eines Fluids (Gas oder Flüssigkeit) als Wirbel oder Vortex bezeichnet. Wirbel bilden sich, wenn innerhalb eines Fluids ein ausreichend großer Geschwindigkeitsunterschied entsteht, so dass ein Teil des Gases oder der Flüssigkeit deutlich schneller fließt als der Rest.
An sich drehenden Rotorblättern entsteht eine laminare Strömung, so dass die Luft in Schichten entlang der Oberfläche der Rotorblätter strömt, die sich nicht miteinander vermischen. Die Rotorblätter besitzen in Abhängigkeit von deren Anstellwinkel jedoch auch einen Reibungswiderstand, der die Wirbelbildung an den Rotorblättern verursacht. Ein größerer Anstellwinkel resultiert in einem größeren Reibungswiderstand und somit auch in größeren Wirbeln.
Die Wirbel entziehen  der Strömung in Abhängigkeit von ihrer Größe Energie, die sie z. B. in Wärmeenergie umwandeln. Im Schwebeflug sind Leistungsverluste durch Wirbel an den Rotorblattspitzen in einer Größenordnung von 2 bis 4 % zu verzeichnen.:51

### Entstehung des Wirbelringstadiums am Hauptrotor

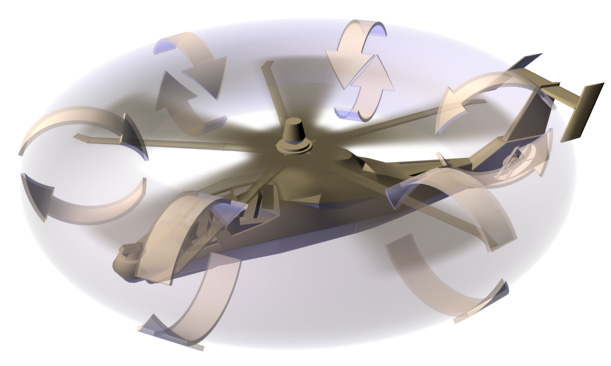
Dreidimensionale Darstellung des Wirbelrings

Auch an den Rotorblattspitzen bilden sich insbesondere im Schwebeflug Wirbel. Bei hohen Sinkraten (senkrechten Fluggeschwindigkeiten) – beim Schwebeflug im Bereich zwischen {\displaystyle {\tfrac {1}{4}}} bis {\displaystyle {\tfrac {5}{4}}} der induzierten Geschwindigkeit – strömt ein Teil der bereits nach unten beschleunigten Luftmassen außen am Hauptrotor vorbei, wird von diesem erneut oben angesaugt und nach unten beschleunigt, so dass deren induzierte Geschwindigkeit weiter erhöht wird. Dieser Vorgang wird auch Rezirkulation genannt.:53
Die Wirbel an den Rotorblattspitzen treten miteinander in Wechselwirkung, wenn die Sinkrate (senkrechte Fluggeschwindigkeit) etwa {\displaystyle {\tfrac {1}{4}}} der induzierten Geschwindigkeit erreicht. Steigt die senkrechte Fluggeschwindigkeit auf {\displaystyle {\tfrac {3}{4}}} der induzierten Geschwindigkeit an, werden die Wechselwirkungen zwischen den Wirbeln so groß, dass sich auf der Rotorebene ein geschlossener Wirbelring um die Rotorblattspitzen bildet.:63 Dieser wächst längs des Rotorblattes von außen nach innen und hat die Form eines Torus.

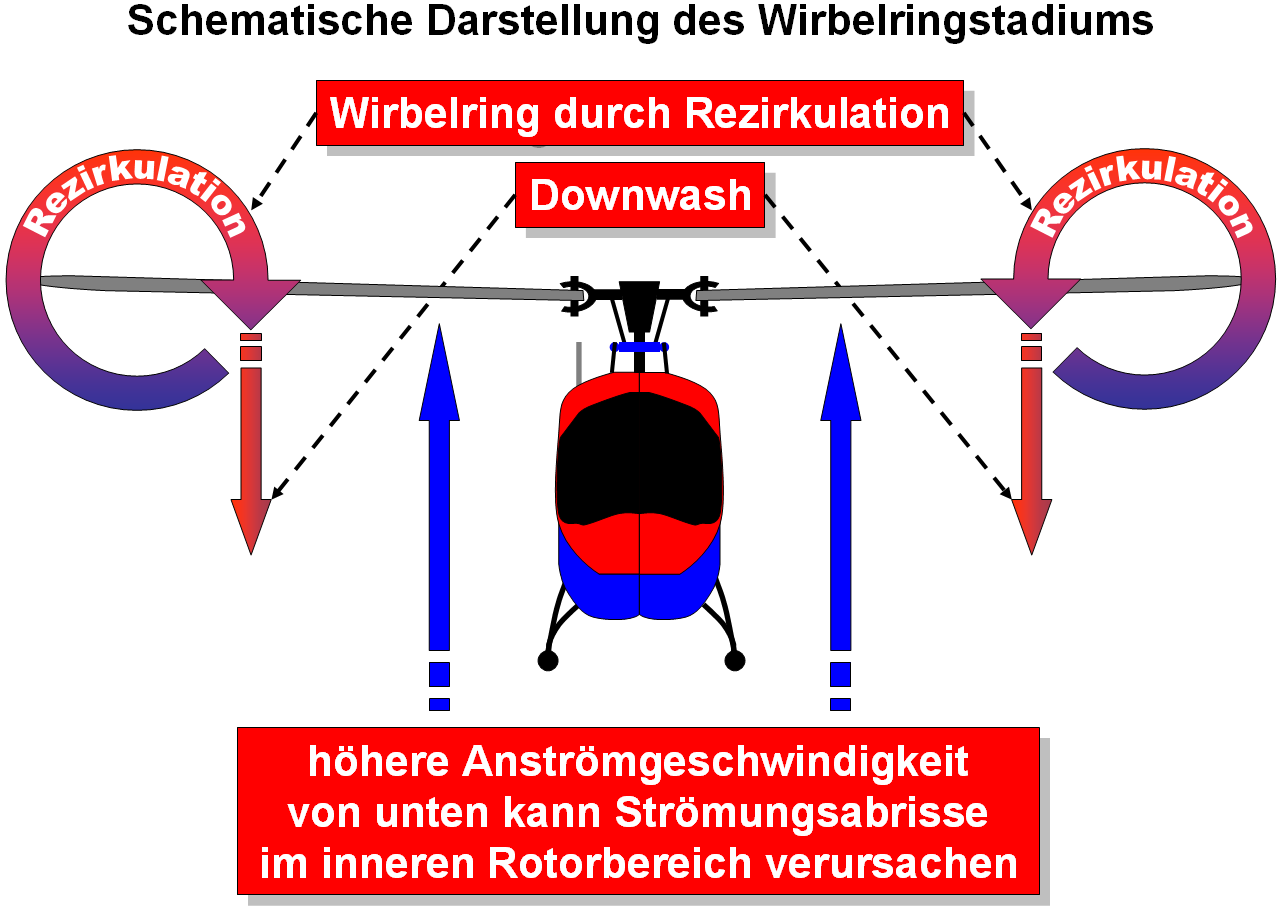
Schematische Darstellung des Wirbelringstadiums

Dadurch wird der vom Hauptrotor erzeugte Auftrieb verringert und die senkrechte Fluggeschwindigkeit erhöht. Der Hubschrauber gerät in einen Teufelskreis aus verringertem Auftrieb, dadurch erhöhter senkrechter Fluggeschwindigkeit und daraus resultierender Verstärkung der Rezirkulation in Verbindung mit der Vergrößerung des Wirbelringes. Dieses kann zum fast völligen Verlust des Auftriebes und damit zum Absturz des Hubschraubers führen.
Der Wirbelring wirkt sich nicht im Innenbereich des Rotors, d. h. um den Rotorkopf herum, aus. Hier wird jedoch aufgrund der größeren senkrechten Fluggeschwindigkeit die Anströmgeschwindigkeit der Rotorblätter von unten erhöht, was zu einem Strömungsabriss im Innenbereich der Rotorblätter und damit zu einer weiteren Verringerung des Auftriebs führen kann. Dieser Bereich des Strömungsabrisses wächst bei Vergrößerung des Wirbelringes längs des Rotorblattes von innen nach außen, bis sich beide Bereiche über das gesamte  Rotorblatt erstrecken.:70

## Ursachen, Folgen und Gegenmaßnahmen

### Gefährliche Rahmenbedingungen
Die Entstehung des Wirbelringstadiums wird durch bestimmte Rahmenbedingungen begünstigt. Diese sind:
- Die horizontale relative Geschwindigkeit zur Luft ist gering (Fluggeschwindigkeit kleiner als 10 Knoten[5]:59, d. h. ca. 18,5 {\displaystyle {\tfrac {km}{h}}} oder der Hubschrauber hat bei schnellem Sinkflug starken Rückenwind)

und
die Sinkgeschwindigkeit ist größer als {\displaystyle {\tfrac {1}{4}}} der induzierten Geschwindigkeit (ca. 300 Fuß/Minute = ca. 1,5 {\displaystyle {\tfrac {m}{s}}}):59 :70
oder
- Die Sinkgeschwindigkeit (vz) liegt zwischen {\displaystyle {\tfrac {1}{4}}} und {\displaystyle {\tfrac {5}{4}}} der induzierten Geschwindigkeit (vi0); es gilt also:

{\displaystyle \mathrm {{\tfrac {1}{4}}\,{v}_{i0}\,{<}\,{v}_{z}\,{<}\,{{\tfrac {5}{4}}\,{v}_{i0}}} }:53 Gleichung 4.26
und
die momentane Motor-/Turbinenleistung ist größer als 20 % der Maximalleistung.:59

### Auswirkungen des Wirbelringstadiums
Wenn ein Hubschrauber im Wirbelringstadium fliegt, sind starke Vibrationen, insbesondere im Bereich des Rotorkopfes, festzustellen. Außerdem vollzieht der Hubschrauber aufgrund der durch die Rezirkulation verursachten unsauberen Anströmung des Rotors von oben und unregelmäßige exzentrische Abströmungen unterhalb des Rotors schwerer zu kontrollierende Bewegungen.
Die Motor- bzw. Turbinenleistung des Hubschraubers wird fast vollständig in die immer stärkere Beschleunigung der Luftmassen im Wirbelring umgesetzt, ohne dabei nennenswerten Auftrieb zu erzeugen. Die vertikale Geschwindigkeit kann bis auf über 10 {\displaystyle {\tfrac {m}{s}}} (= 36 {\displaystyle {\tfrac {km}{h}}}), also das Vierfache der üblichen Sinkgeschwindigkeit, erhöht werden.:70

### Maßnahmen des Hubschrauberpiloten
Der Hubschrauberpilot muss bei Auftreten von Anzeichen des Wirbelringstadiums sehr schnell reagieren, um einen Absturz zu verhindern. Dieses gilt umso mehr im Landeanflug.
Da die Erhöhung der Rotordrehzahl bzw. des Anstellwinkels der Rotorblätter zur Erhöhung des Auftriebes das Wirbelringstadium nur verschlimmert (siehe o. a. Teufelskreis), bleibt dem Piloten – ausreichende Steuerbarkeit des Hubschraubers vorausgesetzt – nur die Erhöhung der horizontalen Geschwindigkeit (meistens nach vorne, aber auch zur Seite oder nach hinten), um den Hubschrauber zu stabilisieren.
Durch die (horizontale) Bewegung nach vorne, hinten oder zur Seite wird die Rezirkulation an den Rotorblattspitzen reduziert und im günstigsten Fall der Wirbelring aufgelöst. Daraus resultiert eine Erhöhung des Auftriebes und die Reduzierung der senkrechten Geschwindigkeit.
Befindet sich der Hubschrauber noch in ausreichender Höhe über Grund, kann der Pilot in die Autorotation übergehen. Der durch die Luftströmung von unten frei rotierende Hauptrotor (ohne Antrieb durch den Motor oder die Turbine) beschleunigt die Luft nicht mehr nach unten, so dass die Rezirkulation unterbrochen wird.:204

## Unfälle durch ein Wirbelringstadium

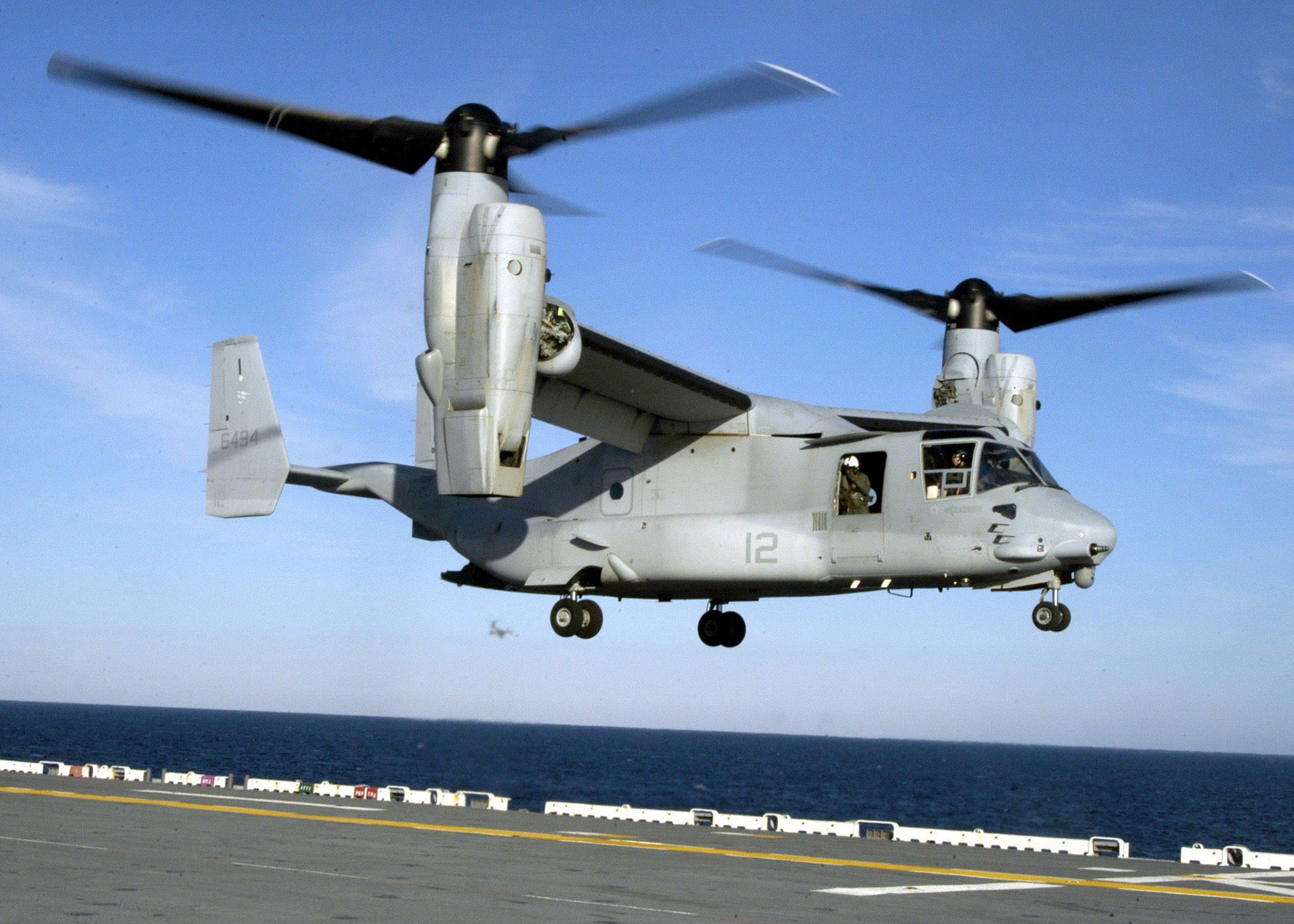
Eine V-22 Osprey im Landeanflug

Ein Kipprotorflugzeug Bell-Boeing V-22 stürzte am 8. April 2000 wegen des Wirbelringstadiums ab.
Ein Helikopter vom Typ Robinson R44 stürzte am 24. Oktober 2010 in Altenbeken aus etwa zehn Meter Höhe über einer Straße ab. An Bord befand sich unter anderen die deutsche Schlagersängerin Anna-Maria Zimmermann, welche durch den Absturz schwer verletzt wurde. Die Bundesstelle für Flugunfalluntersuchung kam in einer Analyse des Unfalls zum Ergebnis, dass mehrere Faktoren, unter anderem ein Wirbelringstadium, zu dem Absturz führten.
Einer der beiden modifizierten UH-60-Hubschrauber, die bei der versuchten Festnahme Osama bin Ladens während der Operation Neptune’s Spear am 2. Mai 2011 eingesetzt wurden, geriet während des Schwebefluges ebenfalls in ein Wirbelringstadium. Bei der darauf folgenden Notlandung kollidierte der Hubschrauber mit einer Mauer des Anwesens und stürzte ab. Er wurde von der eingesetzten Spezialeinheit, den United States Navy SEALs, gesprengt und zurückgelassen.

## Wirbelringstadium am Heckrotor
Unter bestimmten ungünstigen Bedingungen kann auch der Heckrotor in ein Wirbelringstadium geraten. Das ist insbesondere dann der Fall, wenn die durch den Heckrotor zur Seite beschleunigten Luftmassen (Luftstrahl) aufgrund
- schneller Drehung des Hubschraubers im Schwebeflug um die Hochachse in Richtung des Luftstrahls des Heckrotors,
- schnellen Seitwärtsschwebens des Hubschraubers in Richtung des Luftstrahls des Heckrotors oder
- starken Seitenwindes gegen den Luftstrahl des Heckrotors

auf entgegenströmende Luftmassen treffen.:63 Der Heckrotor wird dadurch wirkungslos und der Hubschrauber schlimmstenfalls unsteuerbar.
Auch hier liegt ein Ausweg in der Erhöhung der horizontalen Geschwindigkeit nach vorne. Durch den Wetterfahneneffekt des Seitenleitwerks (Tendenz eines Luftfahrzeugs, sich um seinen Schwerpunkt zu drehen und sich in den Wind auszurichten, um den Luftwiderstand zu minimieren) wird der Hubschrauber stabilisiert. Durch die geänderte Anströmung des Heckrotors wird die Rezirkulation an den Heckrotorblattspitzen reduziert und im günstigsten Fall der Wirbelring aufgelöst.:63
Hubschrauber, bei denen ein Fenestron das Giermoment ausgleicht, sind aufgrund der großflächigen Ummantelung der Heckrotorblätter weitestgehend unanfällig gegen die Entstehung eines Wirbelringstadiums am Heckrotor.:63